# 太陽の少年 (アルバム)
『太陽の少年』（たいようのしょうねん）は、徳永英明の9枚目のスタジオ・アルバム。1995年12月8日発売。

## 解説
前作『Nostalgia』から2年ぶりのオリジナル・アルバム。
2003年・2007年にユニバーサルミュージックから再発盤が発売された。

## 収録曲
作詞・作曲：德永英明／編曲：国吉良一（特記以外）
1. LA MU（Instrumental）
  - 編曲：德永英明
2. 未来飛行
  - 20thシングル
3. 裸足の太陽
  - 作詞：山田ひろし
  - 「未来飛行」カップリング曲
4. The Sun
5. 君と僕の声で
  - 編曲：瀬尾一三
  - 映画「男はつらいよ 寅次郎紅の花」挿入歌
6. Mr. Blue
  - 作詞：篠原仁志
7. MOTHER OF LOVE 小さな未来…
  - 編曲：德永英明
8. ROSARY
  - 編曲：矢賀部竜成
9. 月と海の贈り物
  - 編曲：瀬尾一三
10. 太陽の少年
  - 「ROUGH DIAMOND」のカップリング曲としてリカット。
11. 永遠の果てに
  - 作詞：山田ひろし
  - 19thシングル